# Hans Talhoffer
Hans Talhoffer (vers 1420-1490) est un maître d'armes, escrimeur et stratège, originaire du sud de l'Allemagne. Il a laissé trois manuscrits enluminés, rédigés en souabe, considérés comme des témoignages importants sur la vie quotidienne et l'état des techniques au XVe siècle.

## Biographie
Talhoffer est contemporain au maître d’armes Paulus Kal, avec lequel les trois manuscrits suggèrent une rivalité professionnelle. Talhoffer enseigna selon la tradition de Johannes Liechtenauer.
Le nom de Talhoffer apparait dans les archives de Zurich, qui indiquent comment il enseigna occasionnellement près du Rathaus (conseil municipal) en 1454 (un combat éclata parmi ses élèves, aboutissant à plusieurs amendes).

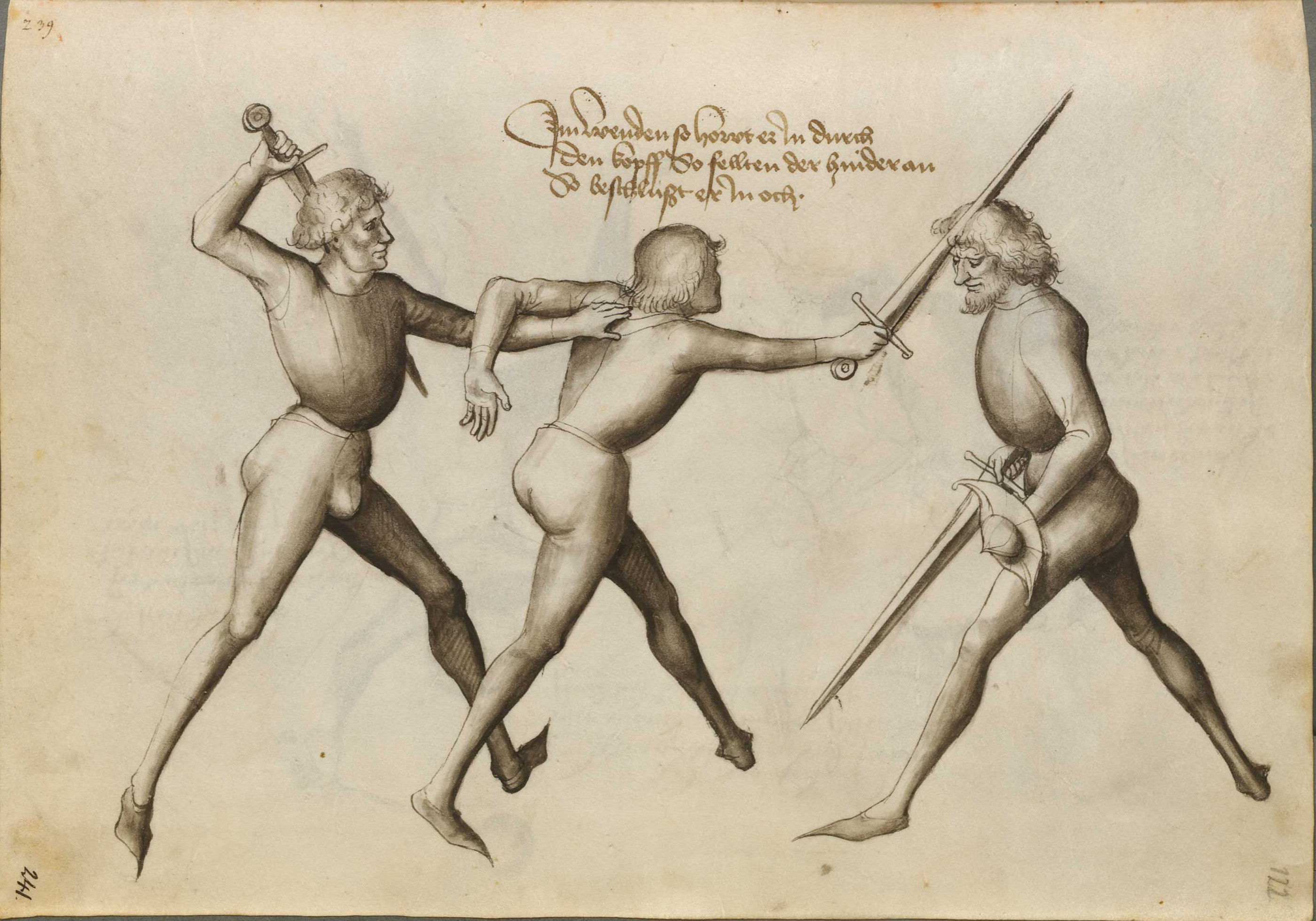
Illustration tirée du Fechtbuch de 1467.

Il est l’auteur de trois Fechtbücher, des traités illustrés à la plume sur des feuilles de parchemin et nuancé à l’encre de Chine, le sang est aussi coloré en rouge et les armes en rouge ou en jaune, les légendes sont elles écrites à l’encre de Chine. Le reste du manuscrit ne contient ni texte ni titre. Les manuscrits décrivent les méthodes de combat utilisant une grande variété d’armes, et incluant le combat à mains nues (lutte), la dague, l’épée longue, le bâton, le bouclier, et le combat monté. Certains passages renvoient à des combats entre homme et femme. D'autres passages montrent des illustrations de mécanismes et engins de siège, inspirés sans doute du Bellifortis (vers 1405) de Konrad Kyeser.
Les manuscrits de Talhoffer seront reproduits et republiés en juillet 1887 par un auteur anonyme qui aurait reçu une faveur spéciale du duc Ernest II de Saxe-Cobourg et Gotha lui permettant d’effectuer cette publication.

## Les manuscrits
- Le Talhoffer Fechtbuch (MS Chart.A.558) de 1443 (Universitäts- und Forschungsbibliothek Erfurt/Gotha de Thüringen)
- Le Alte Armatur und Ringkunst de 1459 (Bibliothèque royale du Danemark)
- Le Talhoffer Fechtbuch (Cod. icon. 394a) de 1467 (Bayerische Staatsbibliothek)

## Source
- (de) Cet article est partiellement ou en totalité issu de l’article de Wikipédia en allemand intitulé « Hans Talhoffer » (voir la liste des auteurs).

1. ↑  « Les incroyables manuscrits de Talhoffer » sur Savoirs d'Histoire du 26 janvier 2016.